# RS-82

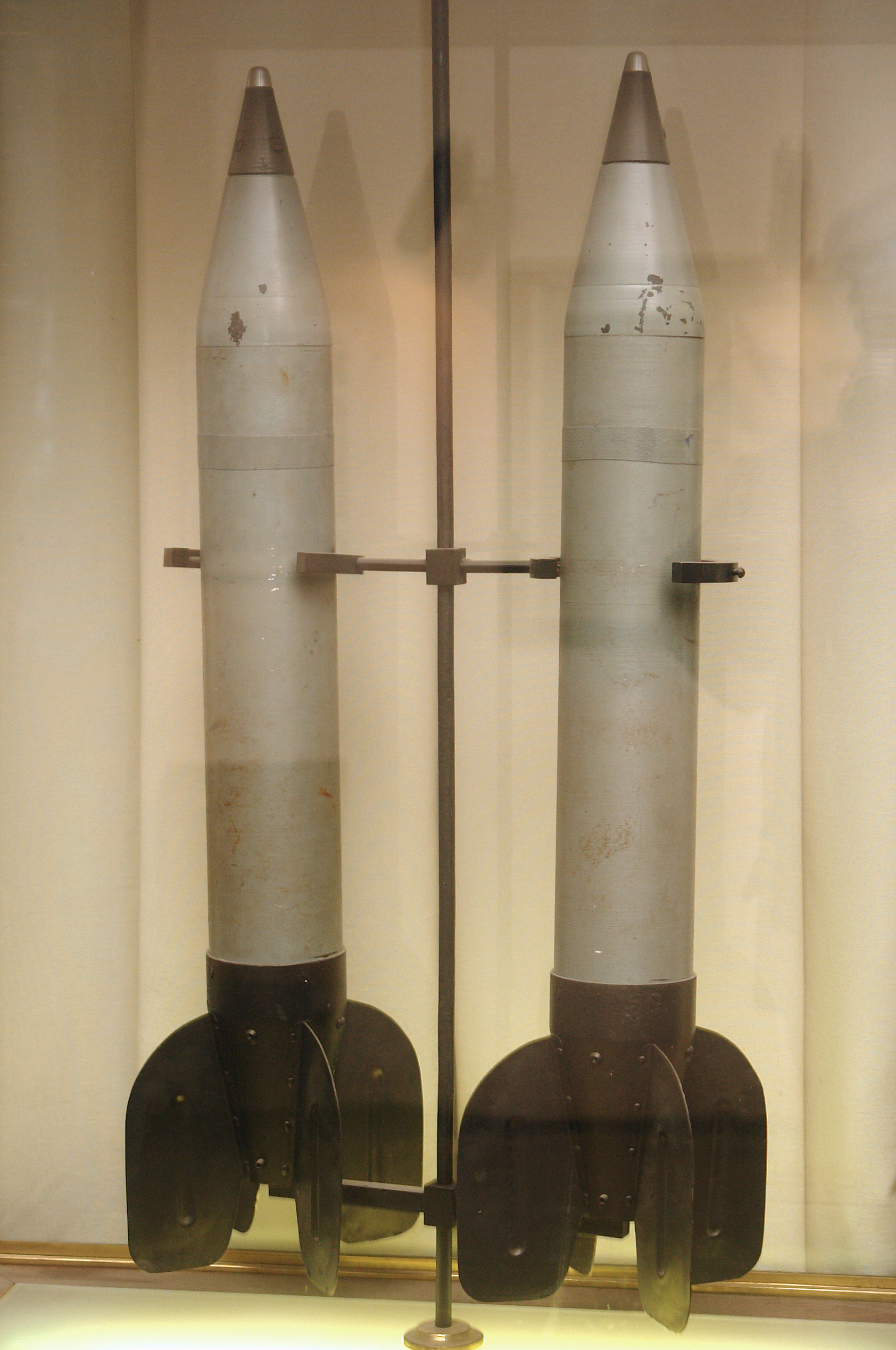
RS-82

Die RS-82 und RS-132 (russisch PC-82 für Reaktiwny Snarjad, russisch Реактивный Снаряд) waren ungelenkte Luft-Boden-Raketen der Sowjetunion aus der Zeit des Zweiten Weltkrieges. Die RS-82 hatte eine maximale Reichweite von 5,2 km und ein Kaliber von 82 mm. Die Länge betrug 627 mm, die Leermasse 5,76 kg, die Treibstoffmasse 1,06 kg und die Gesamtmasse 6,82 kg. Die RS-132 besaß ein Kaliber von 132 mm und eine Länge von 935 mm.
Eingesetzt wurde sie vor allem als Offensivbewaffnungsvariante für die Schlachtflugzeuge IL-2, IL-10 sowie der I-16 zur Bekämpfung von Bodenzielen. Die dem Flugzeug mehrere hundert Meter vorausfliegende Rakete ermöglichte es beim Tiefangriff nicht in den Splitterbereich der eigenen Bomben zu geraten.
Entwickelt wurde sie zwischen 1929 und 1937. Der erste Einsatz erfolgte am 20. August 1939 in der Schlacht am Chalchin Gol in der Luft-Luft-Variante. Die panzerbrechende Version hieß RBS-82 und war 1035 mm lang. Sie verfügte über eine gehärtete Stahlspitze und einen Raketenzusatzantrieb. Die Zielgenauigkeit der Waffe war gering.
Erfahrungen aus Kampfhandlungen zeigten, dass der Einsatz von Raketen gegen gepanzerte Ziele wenig effektiv war, da ein direkter Treffer erforderlich war. Während der Tests auf dem Forschungstestgelände für Flugzeugbewaffnung der Roten Armee betrug der durchschnittliche Trefferanteil von RS-82 auf einen unbeweglichen Panzer bei einem Schuss aus einer Entfernung von 400–500 m 1,1 % und auf eine dichte Panzerkolonne 3,7 %. Der Trefferanteil von RS-132 war noch geringer. Unter Kampfbedingungen aus einer Entfernung von 600–700 m bei aktiver Gegenwehr des Feindes war die Streuung deutlich höher.
Hauptziele waren daher große Flächenziele, wie motorisierte Kolonnen, Eisenbahnzüge, Lager, Feld- und Flakartilleriebatterien.